# Печиська (Валецький повіт)
Печиська (пол. Pieczyska) — село в Польщі, у гміні Члопа Валецького повіту Західнопоморського воєводства.
Населення — 116 осіб (2011).
У 1975-1998 роках село належало до Пільського воєводства.

## Демографія
Демографічна структура станом на 31 березня 2011 року:
|          | Загалом | Допрацездатний вік | Працездатний вік | Постпрацездатний вік |
| -------- | ------- | ------------------ | ---------------- | -------------------- |
| Чоловіки | 62      | 21                 | 39               | 2                    |
| Жінки    | 54      | 12                 | 35               | 7                    |
| Разом    | 116     | 33                 | 74               | 9                    |